# Turneria arbusta
Turneria arbusta is een mierensoort uit de onderfamilie van de Dolichoderinae. De wetenschappelijke naam van de soort is voor het eerst geldig gepubliceerd in 1990 door Shattuck.